# Katastrofa kolejowa pod Bydgoszczą
Katastrofa kolejowa pod Bydgoszczą  – katastrofa kolejowa, do której doszło 3 czerwca 1972 roku około godziny 12:20 na szlaku Ślesin — Zielonczyn. W jej wyniku poniosło śmierć 12 osób, a 26 zostało rannych. Przyczyną katastrofy było wykolejenie się pociągu relacji Kołobrzeg — Warszawa Główna na wyboczeniu szyny. Ostatni wagon, który leżał na boku, był ciągnięty przez parowóz Ty51 jeszcze przez kilkadziesiąt metrów.

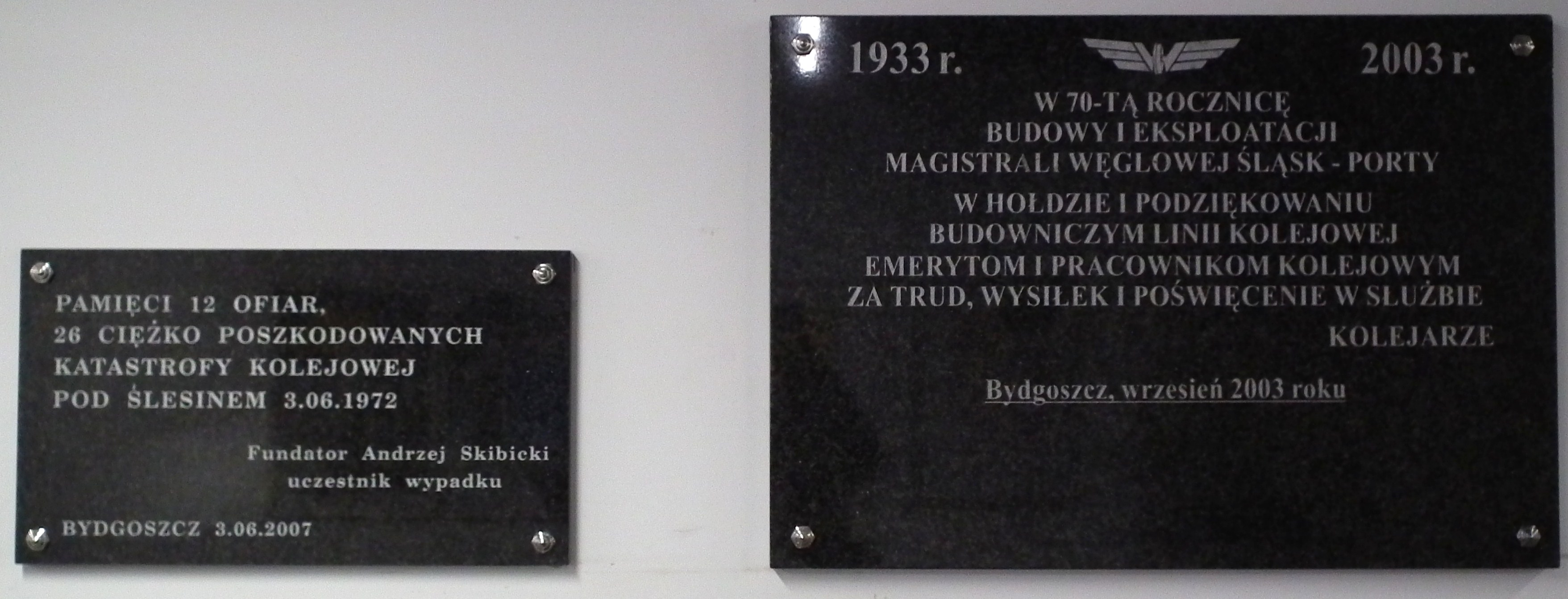
Płyta pamiątkowa na dworcu Bydgoszcz Główna

3 czerwca 2007 roku na budynku dworca Bydgoszcz Główna odsłonięto tablicę upamiętniającą ofiary katastrofy.